# Betty Viana-Adkins
Betty Viana-Adkins (Caracas, 9 de octubre de 1971) es una culturista profesional venezolana.

## Primeros años y educación
Betty Viana-Adkins (nacida como Betty Viana) nació en 1971 en la ciudad de Caracas (Venezuela). Entre 1983 y 1988, cursó el bachillerato en el Liceo José Manuel Nuñez Ponte de la capital venezolana. En 1993, se graduó en el Instituto Universitario de Tecnología de Venezuela, licenciándose en Administración de Empresas y Análisis Informático.

## Carrera de culturista

### Amateur
En 1986, a la edad de 15 años, Betty y su mejor amiga del instituto empezaron a levantar pesas e intentaron ponerse en forma como una modelo. También practicaba baile de jazz, actividades artísticas y fitness. Su marido era entrenador en un gimnasio y la ayudó a competir en concursos regionales en Venezuela como aficionada. En 1997, ganó el Campeonato Centroamericano y obtuvo su tarjeta profesional de la IFBB.

### Profesional
En 2002, Betty Viana-Adkins ganó su primera competición profesional, la South West Pro Cup de Texas (Estados Unidos). Esto la clasificó para su primer Ms. Olympia en 2002, donde quedó en séptimo lugar. En 2003, ganó la división de peso ligero en la Night of Champions. En 2003 volvió a clasificarse para el Ms. Olympia, en el que quedó cuarta. En las competiciones de Ms. Olympia de 2004 y 2005, se situó entre los seis primeros puestos.
En el Ms. Olympia de 2008, Viana-Adkins quedó en segundo lugar, lo más alto que conseguiría en dicha competición. En la edición de 2009 fue novena. También se clasificó para la edición de 2011, si bien acabó no asistiendo a la misma.

### Historial competitivo
- 1991 - Miss Venezuela - 1º puesto
- 1992 - Miss Venezuela - 2.º puesto
- 1994 - Miss Venezuela - 1º puesto
- 1994 - Iberoamerican Championship - 3.º puesto
- 1994 - South American Championship - 1º puesto
- 1995 - Miss Venezuela - 1º puesto
- 1996 - Miss Venezuela - 1º puesto
- 1997 - Miss Venezuela - 1º puesto
- 1997 - Central American Championship - 1º puesto (Overall)
- 2002 - IFBB South West Pro Cup - 1º puesto (HW y overall)
- 2002 - IFBB Ms. Olympia - 7.º puesto (HW)
- 2003 - IFBB Night of Champions - 1º puesto
- 2003 - IFBB Ms. Olympia - 4.º puesto (HW)
- 2004 - IFBB Ms. International - 6.º puesto (HW)
- 2004 - IFBB South West Pro Cup - 2.º puesto (HW)
- 2004 - IFBB Ms. Olympia - 5.º puesto (HW)
- 2005 - IFBB Ms. International - 2.º puesto (HW)
- 2007 - IFBB Atlantic City Pro - 2.º puesto (HW)
- 2008 - IFBB Ms. International - 7.º puesto
- 2008 - IFBB Atlantic City Pro - 3.º puesto
- 2008 - IFBB Ms. Olympia - 2.º puesto
- 2009 - IFBB Ms. International - 6.º puesto
- 2009 - IFBB Ms. Olympia - 9.º puesto
- 2011 - IFBB Ms. International - 5.º puesto[3][2]

## Vida personal
Betty vive en South Beach, barrio de Miami Beach (Florida). Es cristiana y abiertamente bisexual. Se casó en segundas nupcias con una mujer. Es gimnasta olímpica y bailarina profesional de danza contemporánea. Es partidaria de las protestas venezolanas de 2014 y contra el presidente Nicolás Maduro.